# Белфон (Вијена)
Белфон (фр. Bellefonds) насеље је и општина у западној Француској у региону Поату-Шарант, у департману Вијена која припада префектури Шателро.
По подацима из 2011. године у општини је живело 238 становника, а густина насељености је износила 28,0 становника/km². Општина се простире на површини од 8,5 km². Налази се на средњој надморској висини од 60 метара (максималној 138 m, а минималној 55 m).

## Демографија
| 1962. | 1968. | 1975. | 1982. | 1990. | 1999. | 2011. |
| ----- | ----- | ----- | ----- | ----- | ----- | ----- |
| 122   | 164   | 148   | 181   | 222   | 209   | 238   |

График промене броја становника у току последњих година